# ساموئل پال والس
 ساموئل پال والس (انگلیسی: Samuel Paul Welles؛ ۹ نوامبر ۱۹۰۷ – ۶ اوت ۱۹۹۷) یک دیرین‌شناس اهل ایالات متحده آمریکا بود.